# Mauricio Arquez
Mauricio Arquez (El Banco, Magdalena, Colombia; 19 de junio de 1981) es un exfutbolista colombiano. Jugaba como mediocampista y su último equipo fue el Deportes Quindío de Colombia.

## Clubes

### Como jugador
| Club              | País      | Año       | PJ (G) |
| ----------------- | --------- | --------- | ------ |
| Unión Magdalena   | Colombia  | 1999-2003 | 1 (0)  |
| Chicó Fútbol Club | Colombia  | 2004-2007 | 55 (1) |
| América de Cali   | Colombia  | 2007-2008 | 1 (0)  |
| Real Cartagena    | Colombia  | 2009-2010 | 49 (1) |
| Cúcuta Deportivo  | Colombia  | 2011-2012 | 37 (0) |
| Atlético Talleres | Argentina | 2012      | 7 (0)  |
| Alianza Petrolera | Colombia  | 2013      | 33 (0) |
| Deportes Quindío  | Colombia  | 2014      | 25 (1) |

### Como formador
| Club                           | País     | Año         |
| ------------------------------ | -------- | ----------- |
| Selección de fútbol de Bolívar | Colombia | 2018        |
| Real Cartagena                 | Colombia | 2019 - 2021 |
| Selección de fútbol de Bolívar | Colombia | 2023        |

### Como asistente
| Club           | País     | Año           | Asistente de   |
| -------------- | -------- | ------------- | -------------- |
| Real Cartagena | Colombia | 2021-2022     | Steven Sánchez |
| Orsomarso SC   | Colombia | 2023-presente | Steven Sánchez |

## Palmarés

### Campeonatos nacionales
| Título              | Club            | País     | Año  |
| ------------------- | --------------- | -------- | ---- |
| Torneo Finalización | América de Cali | Colombia | 2008 |